# Скрежноблик
Скрежноблик е река в измислената Средна земя, описана в произведения на английския писател Джон Роналд Руел Толкин.

## Описание
Скрежноблик тече през северните части на Средната земя, позната с елфическото си име Митейтел. Реката извирала от Голо бърдо, намиращо се на западните склонове на Мъгливите планини, и вървяла на запад към Тролови бърда, където били вкаменените тролове, за които Билбо Бегинс разправял. Реката била пресечена от пътя Изток-Запад при Последния мост. След това, реката течала на юг, където на разстояние сто мили срещала Шумноструйка. Новообразуваната река била известна с името Сивталаз или Гватло, като тя течала през Тарбад, за да се влее в морето при град Лонд Даер.
Скрежноблик е известна с това, че дъждокрийците пресекли Мъгливите планини и навлезли в Ериадор, следвайки нейното течение.